# Brandi Deloach
Brandi Deloach (13 de enero de 1985) es una deportista estadounidense que compitió en tiro con arco, en la modalidad de arco recurvo. Ganó una medalla de oro en el Campeonato Mundial de Tiro con Arco en Sala de 2012, en la prueba de equipo.

## Palmarés internacional
| Campeonato Mundial en Sala | Campeonato Mundial en Sala | Campeonato Mundial en Sala | Campeonato Mundial en Sala |
| Año                        | Lugar                      | Medalla                    | Prueba                     |
| -------------------------- | -------------------------- | -------------------------- | -------------------------- |
| 2012                       | Las Vegas (Estados Unidos) | Medalla de oro             | Equipo                     |